# Comuna Cuca, Argeș
Cuca este o comună în județul Argeș, Muntenia, România, formată din satele Bălțata, Bărbălani, Cârcești, Cotu, Crivățu, Cuca (reședința), Lăunele de Sus, Măcăi, Mănești, Sinești, Stănicei, Teodorești, Valea Cucii și Vonigeasa.

## Așezare
Comuna se află la marginea de vest a județului, la limita cu județul Vâlcea. Este străbătută de șoseaua județeană DJ703, care o leagă spre nord de Morărești (unde se termină în DN7), spre est de Uda și spre sud de Ciomăgești, apoi în județul Olt de Topana, Făgețelu (unde se intersectează cu DN67B), Spineni, Tătulești, Optași-Măgura (unde se intersectează cu DN65), Sârbii-Măgura, Corbu, Icoana, Tufeni și mai departe în județul Teleorman de Balaci (unde se intersectează cu DN65A) și Siliștea-Gumești. Din acest drum, la Bălțata se ramifică șoseaua județeană DJ678B, care duce spre sud-vest în județul Vâlcea la Dănicei și mai departe în județul Olt la Vitomirești și Dobroteasa (unde se termină în DN67B).

## Demografie
Componența etnică a comunei Cuca
     Români (90,91%)
     Alte etnii (0,11%)
     Necunoscută (8,98%)
Componența confesională a comunei Cuca
     Ortodocși (90,42%)
     Alte religii (0,33%)
     Necunoscută (9,25%)
Conform recensământului efectuat în 2021, populația comunei Cuca se ridică la 1.837 de locuitori, în scădere față de recensământul anterior din 2011, când fuseseră înregistrați 2.108 locuitori. Majoritatea locuitorilor sunt români (90,91%), iar pentru 8,98% nu se cunoaște apartenența etnică. Din punct de vedere confesional, majoritatea locuitorilor sunt ortodocși (90,42%), iar pentru 9,25% nu se cunoaște apartenența confesională.

## Politică și administrație
Comuna Cuca este administrată de un primar și un consiliu local compus din 11 consilieri. Primarul, Teodor-Georgian Drăgușin[*], de la Partidul Social Democrat, este în funcție din 1 noiembrie 2024. Începând cu alegerile locale din 2024, consiliul local are următoarea componență pe partide politice:
|  | Partid                    | Consilieri | Componența Consiliului | Componența Consiliului | Componența Consiliului | Componența Consiliului | Componența Consiliului |
|  | ------------------------- | ---------- | ---------------------- | ---------------------- | ---------------------- | ---------------------- | ---------------------- |
|  | Partidul Național Liberal | 5          |                        |                        |                        |                        |                        |
|  | Partidul Social Democrat  | 5          |                        |                        |                        |                        |                        |
|  | Partidul PRO România      | 1          |                        |                        |                        |                        |                        |

## Istorie
La sfârșitul secolului al XIX-lea, comuna făcea parte din plasa Oltul a județului Argeș și era formată din satele Bălțata, Cărcești, Crivățu, Cuca, Mănesei și Udrești, cu o populație de 796 de locuitori. În comună existau două biserici vechi și o școală primară rurală. La acea vreme, pe teritoriul actual al comunei mai funcționa în aceeași plasă și comuna Măcăi, formată din satele Curuești, Sinești, Măcăi și Stănicei, având în total 666 de locuitori, și aici existând tot două biserici și o școală rurală.
Anuarul Socec din 1925 consemnează desființarea comunei Cuca și comasarea ei cu comuna Măcăi, care făcea parte din plasa Dănicei a aceluiași județ, având 1775 de locuitori în satele Bălțata, Cârcești, Crivățu, Cuca, Măcăi, Sinești și în cătunele Mănești și Stănicei. În 1931, comuna a luat numele de Cuca, alipindu-i-se și satele Dealu Lăune, Dealu Scheii, Dobrești, Valea Scheiu și Valea Cucii, de la comuna Dănicei.
În 1950, comuna a fost transferată raionului Gura Boului, apoi (după 1952) raionului Drăgășani, după care (după 1956) raionului Vedea din regiunea Argeș; după desființarea raionului Vedea în 1964, comuna a trecut la raionul Pitești al aceleiași regiuni. În 1968, ea a revenit la județul Argeș, reînființat.

## Monumente istorice

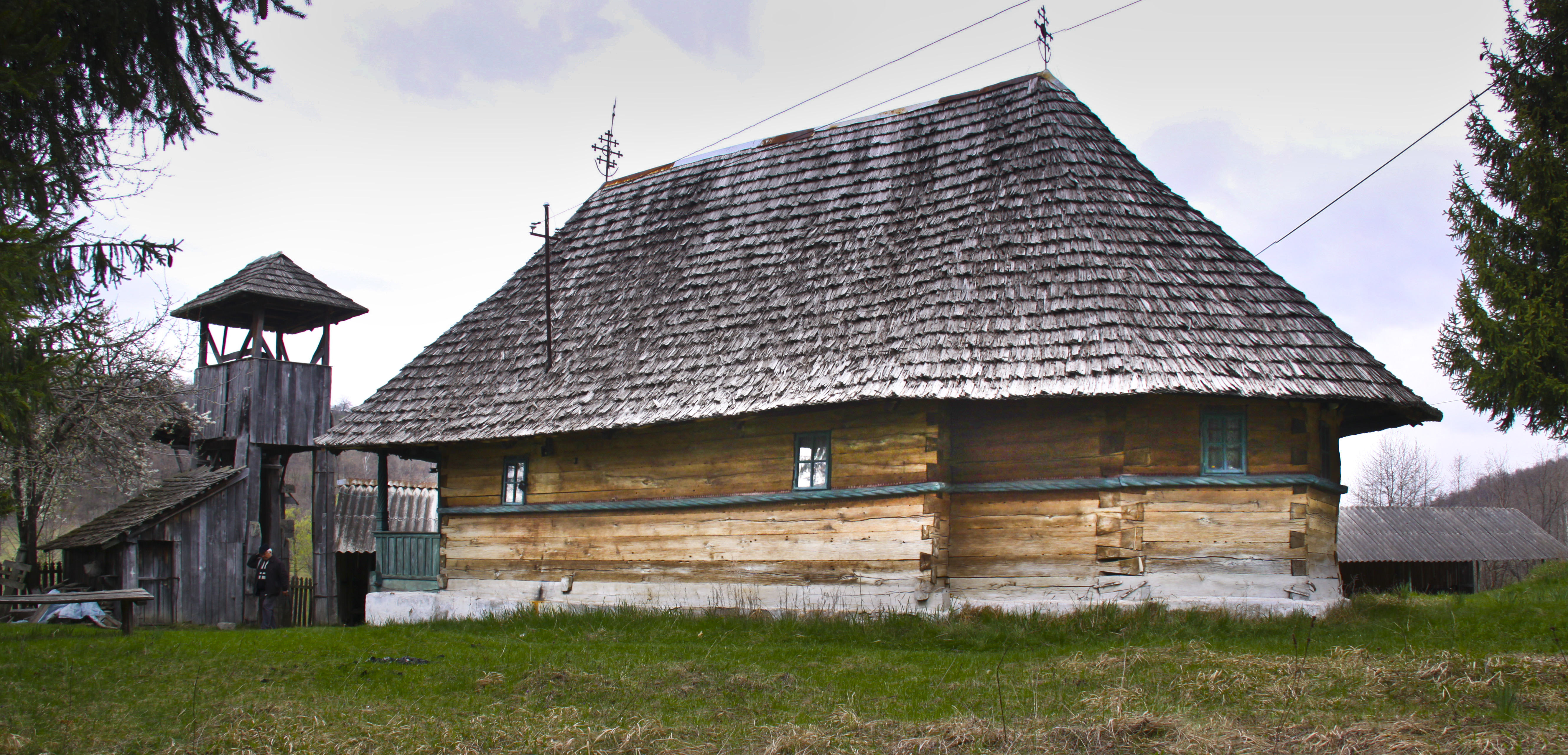
Biserica de lemn „Sfinții Voievozi” din Cârcești, monument istoric

În comuna Cuca se află bisericile de lemn „Adormirea Maicii Domnului” (1790) din Bărbălani; „Sfinții Voievozi” (1828–1832); și „Intrarea în Biserică” (1806) din Valea Cucii, toate trei monumente istorice de arhitectură de interes național.

## Vezi și
- Biserica de lemn din Valea Cucii
- Platforma Cotmeana (sit de importanță comunitară)